# Olszynka (województwo warmińsko-mazurskie)
Olszynka (niem. Waldriede) – wieś w Polsce położona w województwie warmińsko-mazurskim, w powiecie kętrzyńskim, w gminie Korsze.
W latach 1975–1998 miejscowość położona była w województwie olsztyńskim. Wieś należy do sołectwa Błogoszewo.

## Historia
W roku 1913 właścicielem majątku ziemskiego w Olszynce (wraz z folwarkiem w Błogoszewie) był Robert Cölle, w latach dwudziestych XX wieku Karl Wiliam, a przed rokiem 1945 Paul Ziewitz. Majątek ten w roku 1913 miał powierzchnię 233 ha.
Po II wojnie światowej wieś znalazła się na terenie Polski. Zasiedlone zostały gospodarstwa chłopskie, a dawny majątek zagospodarowany został jako PGR.
W roku 1973 Olszynka należała do sołectwa Podlechy.
Dwór w Olszynce wybudowano pod koniec XIX wieku. Budowla została wzniesina na rzucie prostokąta z dwupoziomowym ryzalitem na osi elewacji wzdłużnej. Dwór jest własnością prywatną.